# Thunbergia adenocalyx
Thunbergia adenocalyx là một loài thực vật có hoa trong họ Ô rô. Loài này được Radlk. miêu tả khoa học đầu tiên năm 1883.